# Graham Carey
Graham Carey, né le 20 mai 1989 à Blanchardstown, est un footballeur irlandais, qui évolue au poste de milieu de terrain.

## Biographie
Le 17 décembre 2009, il fait ses débuts professionnels en faveur du Celtic lors d'un match de Coupe UEFA contre le Rapid Vienne. Ne s'imposant pas dans le club écossais, il est prêté à d'autres clubs, au Bohemian en Irlande, à Saint Mirren en Écosse, puis à Huddersfield Town en Angleterre (League One - D3).
Le 8 juillet 2011, il est transféré à Saint Mirren, où il passe deux saisons. Puis le 30 juillet 2013, il rejoint Ross County, où il passe deux saisons. 
Le 2 juillet 2015, il rejoint l'équipe anglaise de Plymouth Argyle, en League Two (D4). Il inscrit avec ce club, 11 buts en championnat en 2015-2016, puis 14 buts en 2016-2017. Il est promu, à l'issue de la saison 2016-17, de la Division 4 anglaise à la Division 3 anglaise.
Le 11 juin 2019, il rejoint le CSKA Sofia.
Le 1er juillet 2022, il rejoint Saint Johnstone.

## Palmarès

### Collectif
- Bohemian
  - Championnat d'Irlande
    - Vainqueur : 2009

- St Mirren
  - Coupe de la Ligue écossaise
    - Vainqueur : 2013

### Distinctions personnelles
- Membre de l'équipe type de League Two en 2017.
- Membre de l'équipe type de League One en 2018.